# Didogobius splechtnai
Il ghiozzo isolano o ghiozzo di Splechtna (Didogobius splechtnai) è un piccolissimo pesce di mare appartenente alla famiglia Gobiidae.

## Distribuzione e habitat
Endemico del mar Mediterraneo. Noto solo per il canale di Sicilia, l'Adriatico e le isole Baleari.
Vive nelle grotte, in zone ricche di sedimento.

## Descrizione
Si riconosce principalmente per le dimensioni minime (al massimo 3,5 cm), per la prima pinna dorsale appuntita e per la livrea con 3 ampie fasce scure separate da altrettante fasce chiare più strette. La colorazione di fondo è bruno-beige.

## Biologia
Poco note. Si rifugia nella sua tana appena viene disturbato. È difficilissimo da notare e da osservare.